# ناصر الدين محمد شاه
ناصر الدين محمد شاه (17 أغسطس 1702م - 26 أبريل 1748م ‹48 سنة›) سلطان مغول الهند حكم من (27 سبتمبر 1719م - 26 أبريل 1748م). كان لقبه أبو الفتح روشن اختر ناصر الدين محمد شاه بن جهان شاه بن شاه عالم بهادر.

## معرض صور

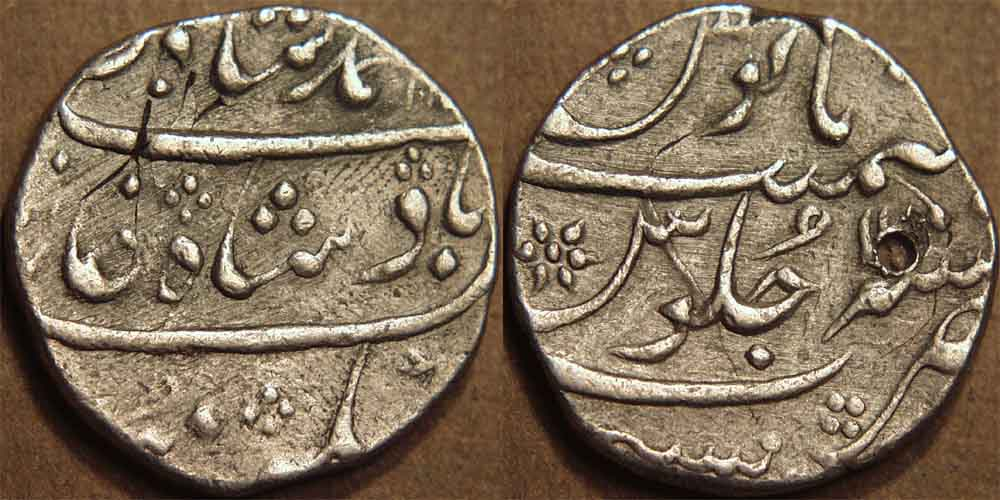
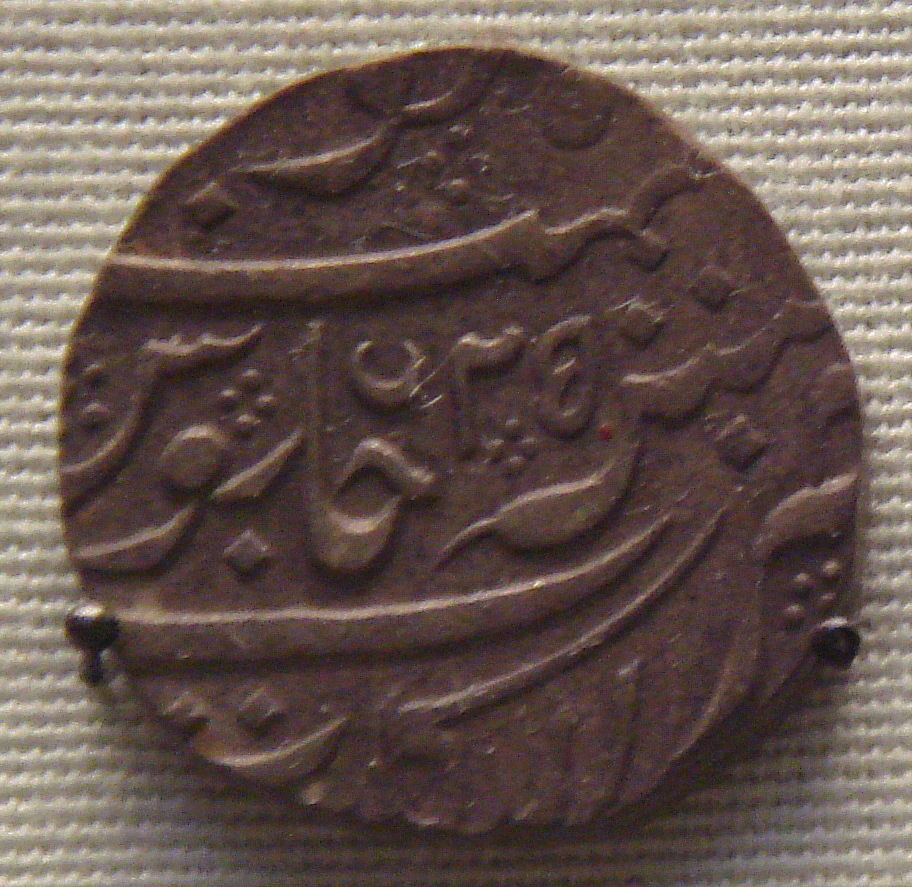
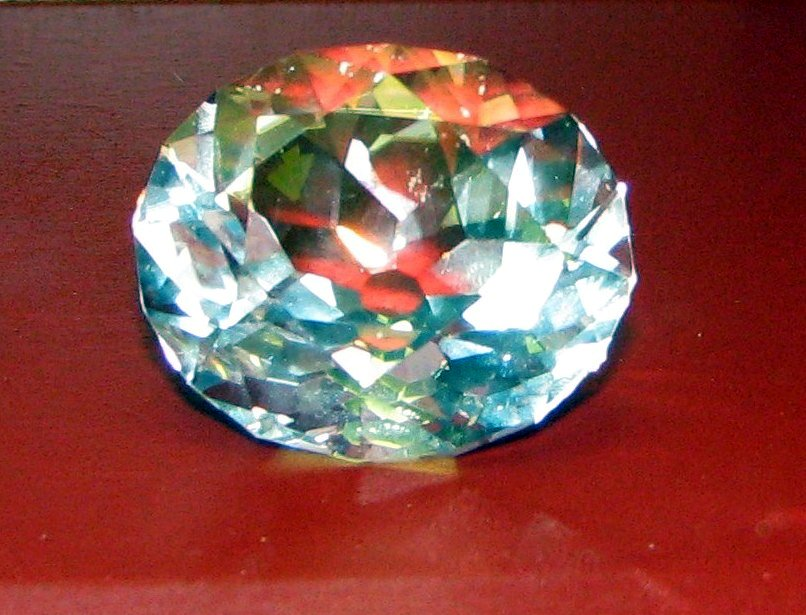
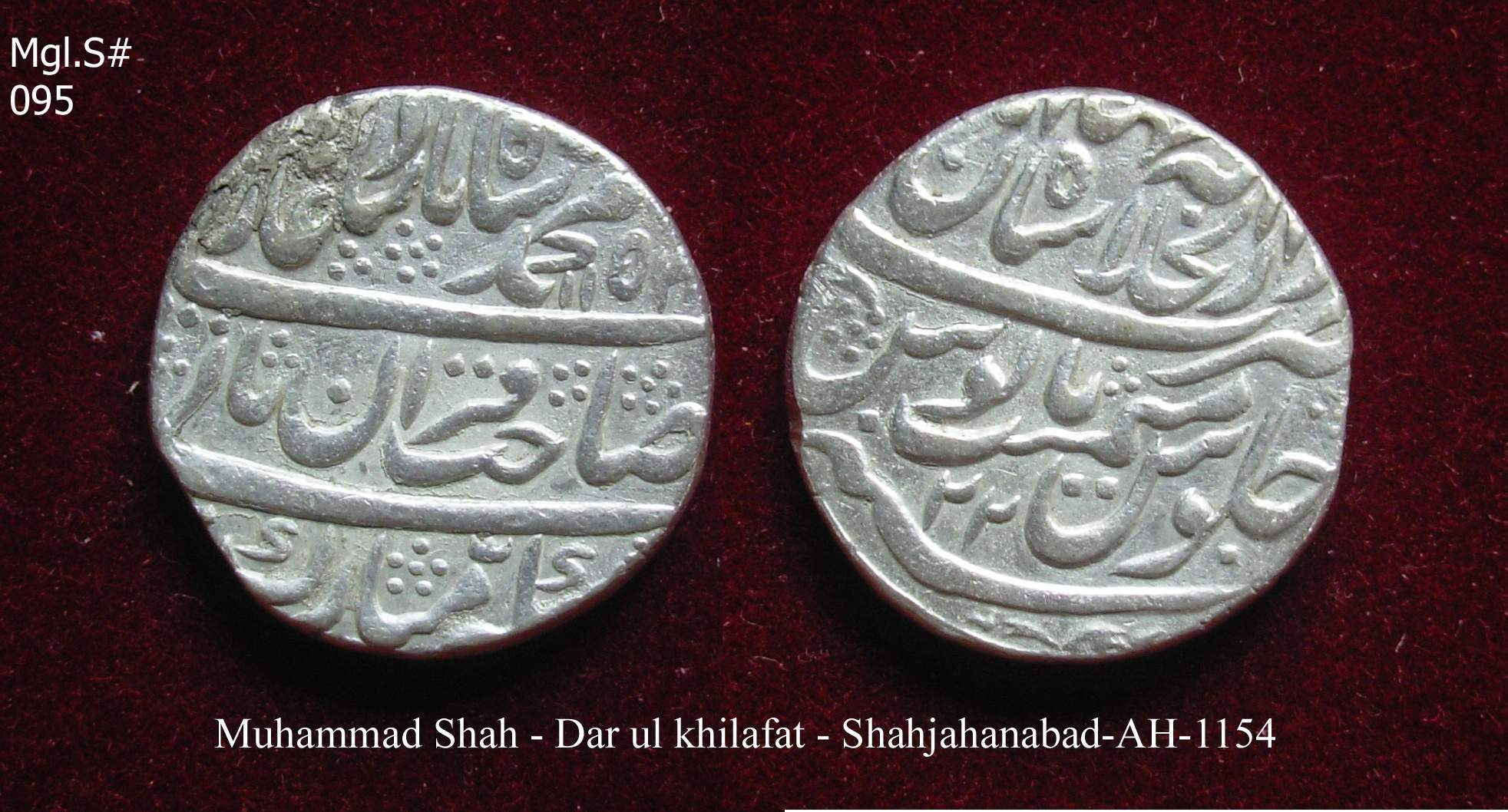
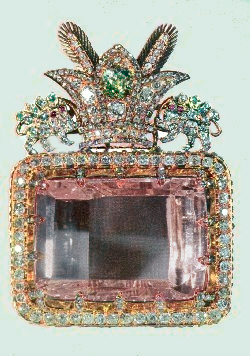